# Спирурида
Спирурида (лат. Spirurida) — отряд нематод. Встречаются повсеместно. Паразиты водных и наземных позвоночных животных, среди которых филярии (Сердечные черви и другие), паразитирующие, в том числе, на собаках. В личиночной стадии паразиты беспозвоночных. Стилет отсутствует. Имеют две латеральные губы (иногда 6 или отсутствуют). У самцов 2 спикулы. Форма тела, как правило, цилиндрическая (нитевидная), суженная к обоим концам тела. Мелкие и среднего размера нематоды: от нескольких мм до нескольких см (Wuchereria bancrofti, Physaloptera и Metabronema до 10 см, а представители рода Crassicaudata достигают 30 см).

## Классификация
780 родов и более 6000 видов. Таксономический ранг и объём дискуссируется. Группа рассматривается или в ранге самостоятельного отряда или в ранге подотряда Spirurina в составе отряда Rhabditida с включением инфраотряда Ascaridomorpha (Ascarididae) и некоторых других нематод.
- Spiruromorpha
  - Acuarioidea
    - Acuariidae

  - Aproctoidea (или в составе Filarioidea)
    - Aproctidae — Desmidocercidae

  - Camallanoidea
    - Camallanidae

  - Diplotriaenoidea
    - Diplotriaenidae — Oswaldofilariidae

  - Drilonematoidea (или в составе Tylenchina)
    - Creagrocericidae — Drilonematidae — Homungellidae — Mesidionematidae — Scolecophilidae — Ungellidae

  - Filarioidea
    - Aproctidae — Onchocercidae — Setariidae

  - Habronematoidea
    - Cystidicolidae — Habronematidae — Hedruridae — Tetrameridae

  - Physalopteroidea
    - Physalopteridae 

  - Rictularioidea
    - Rictulariidae

  - Spiruroidea
    - Gongylonematidae — Hartertiidae — Spirocercidae — Spiruridae — Tricheilidae

  - Thelazioidea
    - Pneumospiruridae — Rhabdochonidae — Thelaziidae
- Gnathostomatomorpha
  - Gnathostomatoidea
    - Gnathostomatidae
- Oxyuridomorpha
  - Oxyuroidea
  - Thelastomatoidea
- Rhigonematomorpha
  - Ransomnematoidea
  - Rhigonematoidea
- incertae sedis
  - Anguillicoloidea
    - Anguillicolidae

  - Dracunculoidea
    - Anguillicolidae — Dracunculidae — Guyanemidae — Lucionematidae — Micropleuridae — Philometridae — Skrjabillanidae — Tetanonematidae
- Ascaridomorpha
  - Ascaridoidea: Anisakidae — Ascarididae — Crossophoridae — Heterocheilidae — Qiumperiidae — Raphidascarididae — Toxocaridae
  - Cosmocercoidea: Atractidae — Cosmocercidae — Kathlaniidae
  - Heterakoidea: Aspidoderidae — Heterakidae — ?Kiwinematidae
  - Seuratoidea: Chitwoodchabaudiidae — Cucullanidae — Quimperiidae — Schneidernematidae — Seuratidae
  - Subuluroidea: Maupasinidae — Subuluridae